# Carlyle Alan Thayer
Carlyle Alan Thayer (còn viết ngắn gọn là Carlyle A. Thayer hoặc Carlyle Thayer hoặc Carl Thayer; sinh ngày 5 tháng 11 năm 1945) là nhà nghiên cứu khoa học xã hội nổi tiếng, có hai quốc tịch Mỹ và Úc. Ông được biết đến trên phạm vi quốc tế qua các nghiên cứu và xuất bản phẩm viết về chính trị Việt Nam và các vấn đề an ninh Đông Nam Á. Tuy đã chính thức nghỉ hưu từ cuối năm 2010 song ông vẫn tiếp tục công việc nghiên cứu và xuất bản sách. Ông đã xuất bản trên 380 ấn phẩm, cả cá nhân và hợp tác với đồng sự.

## Tiểu sử
Carlyle Alan Thayer sinh ra tại thành phố Nevada, quận Nevada, tiểu bang California, Hoa Kỳ, là con trai của một sĩ quan Lục quân Mỹ. Ông từng sống ở một vài nước khác như Đức, Pháp và Trung Hoa Dân Quốc (Đài Loan). Ông học cấp 3 tại Trường Trung học Guilderland Central ở tiểu bang New York trong ba năm, sau đó ông theo cha thuyên chuyển đến Puerto Rico và tốt nghiệp Trường Trung học Antilles tại San Juan.
Năm 1967, Thayer tốt nghiệp Đại học Brown, chuyên ngành Khoa học chính trị. Giai đoạn 1967-1968, ông làm tình nguyện viên tại Việt Nam Cộng hòa theo chương trình của tổ chức phi lợi nhuận Mỹ International Voluntary Services. Có thời gian ông làm giáo viên tình nguyện tại Botswana trong chương trình của tổ chức phi lợi nhuận Unitarian Universalist Service Committee. Ông lấy bằng thạc sĩ chuyên ngành Nghiên cứu Đông Nam Á tại Đại học Yale vào năm 1971 và bằng tiến sĩ chuyên ngành Quan hệ quốc tế tại Đại học Quốc gia Úc vào năm 1977.
Từ năm 1976, ông về giảng dạy tại Viện Công nghệ Bendigo ở Bendigo, tiểu bang Victoria, Úc. Năm 1979, ông chuyển đến Đại học New South Wales, ban đầu công tác tại Khoa Nghiên cứu Quân sự thuộc Trường Quân sự Hoàng gia ở Duntroon (Royal Military College, Duntroon). Năm 1986, ông chuyển sang University College, ADFA [tức UNSW@ADFA - một nhánh của Đại học New South Wales] và công tác tại đây cho đến nay. Trong thời gian ở University College, có vài lần ông tạm rời trường này để nhận nhiệm vụ mới được giao, đó là các giai đoạn 1992-1995, 1999-2001 và 2002-2004. Trong đó, lần 1999-2001 là khi ông nhận vị trí Giáo sư nghiên cứu an ninh Đông Nam Á và Phó khoa Nghiên cứu vùng thuộc Trung tâm châu Á-Thái Bình Dương về Nghiên cứu An ninh (Asia-Pacific Center for Security Studies) thuộc Bộ Quốc phòng Hoa Kỳ. Ông được nâng bậc làm giáo sư đầy đủ vào năm 1998.
Thayer từng có những kì nghiên cứu tại nhiều trung tâm trực thuộc các trường đại học trên thế giới, chẳng hạn Trung tâm Nghiên cứu Chiến lược và Quốc phòng (Strategic and Defence Studies Centre, Đại học Quốc gia Úc), Trung tâm Các vấn đề Quốc tế (Center for International Affairs, Đại học Harvard), Viện Quốc tế về Nghiên cứu Chiến lược (International Institute of Strategic Studies) ở Luân Đôn, Viện Nghiên cứu Chiến lược và Quốc tế (Institute of Strategic and International Studies, Đại học Chulalongkorn, Thái Lan), Viện Nghiên cứu Đông Nam Á (Institute of Southeast Asian Studies, Singapore) và Khoa Khoa học Chính trị (Department of Political Science, Đại học Yale). Năm 2005, ông làm giáo sư thỉnh giảng khách quý C.V. Starr (C.V. Starr Distinguished Visiting Professor) tại Trường Nghiên cứu Quốc tế Cao cấp thuộc Đại học Johns Hopkins.
Ông chính thức nghỉ hưu vào cuối năm 2010 và được vinh danh với bằng giáo sư danh dự (Emeritus Professor) Đại học New South Wales tại Học viện Quốc phòng Úc [UNSW@ADFA]. Từ khi nghỉ hưu ông vẫn tiếp tục công việc nghiên cứu, xuất bản sách và giám sát các nghiên cứu sinh trình độ tiến sĩ.
Thayer từng là quan sát viên chính thức của Liên Hợp Quốc trong các cuộc bầu cử ở Campuchia. Ông biết tiếng Lào, tiếng Thái và tiếng Việt.

## Chủ đề quan tâm
Trong các chủ đề mà Thayer quan tâm nghiên cứu, có nhiều vấn đề liên quan đến Việt Nam, bao gồm chính trị (vấn đề ra quyết định của Đảng Cộng sản, vai trò Quốc hội, bầu cử, cải cách luật, sự phát triển của xã hội dân sự, nhân quyền,...), vai trò của quân đội và chính sách đối ngoại (đặc biệt là quan hệ Việt – Trung, quan hệ Việt – Mỹ và quan hệ Việt – ASEAN). Bên cạnh đó, ông cũng quan tâm đến chủ nghĩa khủng bố chính trị ở khu vực Đông Nam Á, các định chế an ninh đa phương ở châu Á–Thái Bình Dương, sự hợp tác quốc phòng của Trung Quốc với ASEAN, biến đổi khí hậu và tác động của biến đổi khí hậu lên an ninh Đông Nam Á.

## Ấn phẩm
Thayer là tác giả của trên 380 ấn phẩm, có thể kể ra đây một số như sau:
- Thayer, Carlyle A. (2009). Vietnam People’s Army: Development and Modernization. Research Monograph. Bandar Seri Begawan, Brunei Darussalam: Sultan Haji Bolkiah Institute of Defence and Strategic Studies.
- Thayer, Carlyle A. (2005). Leadership Dynamics in Terrorist Organisations in Southeast Asia, Leadership Papers No. 3. Canberra, Úc: Centre for Defence Leadership Studies, Australian Defence College.
- Thayer, Carlyle A.; Jamaluddin, Khairy; Taylor, Robert H. (2005). Regional Outlook Forum 2005: Political Outlook for Malaysia, Myanmar and Vietnam. Trends in Southeast Asia Series. 2. Singapore: Institute of Southeast Asian Studies.Quản lý CS1: nhiều tên: danh sách tác giả (liên kết)
- Thayer, Carlyle A.; Mhd. Shafie Apdal (2003). Security, Political Terrorism and Militant Islam in Southeast Asia. Trends in Southeast Asia Series. 7. Singapore: Institute of Southeast Asian Studies.Quản lý CS1: nhiều tên: danh sách tác giả (liên kết)
- Thayer, Carlyle A. (2000). “Force Modernization in Southeast Asia and Its Implications for the Security of the Asia Pacific”. NDCP Occasional Paper. Camp General Emilio Aguinaldo, Quezon City, Philippines: Department of National Defense, National Defense College of the Philippines. 3 (1).
- Thayer, Carlyle A. (2000). Multilateral Institutions in Asia: The ASEAN Regional Forum. Honolulu, Hawaii: Asia-Pacific Center for Security Studies.
- Thayer, Carlyle A.; Amer, Ramses (1999). Vietnamese Foreign Policy in Transition. Singapore: Institute of Southeast Asian Studies.Quản lý CS1: nhiều tên: danh sách tác giả (liên kết)
- Thayer, Carlyle A. (1998). Cambodia and Regional Stability: ASEAN and Constructive Engagement. The CICP Distinguished Lecture Series Report. 14. Phnom Penh, Campuchia: Cambodian Institute for Cooperation and Peace.
- Thayer, Carlyle A.; Selochan, Verberto (1996). Bringing Democracy to Cambodia: Peacekeeping and Elections. Canberra, Úc: Regime Change and Regime Maintenance in Asia and the Pacific Project, Research School of Pacific and Asian Studies, The Australian National University and Australian Defence Studies Centre.Quản lý CS1: nhiều tên: danh sách tác giả (liên kết)
- Thayer, Carlyle A. (1995). Beyond Indochina. Adelphi Paper. 297. Luân Đôn, Anh: Oxford University Press for the International Institute for Strategic Studies.
- Thayer, Carlyle A.; Thakur, Ramesh (1995). A Crisis of Expectations: UN Peacekeeping in the 1990s. Boulder: Westview Press.Quản lý CS1: nhiều tên: danh sách tác giả (liên kết)
- Thayer, Carlyle A. (1994). The Vietnam People’s Army Under Doi Moi. Singapore: Institute of Southeast Asian Studies.
- Thayer, Carlyle A.; Thakur, Ramesh (1993). Soviet Relations with India and Vietnam, 1945-1992. Delhi, Bombay, Calcutta và Madras, Ấn Độ: Oxford University Press.Quản lý CS1: nhiều tên: danh sách tác giả (liên kết)
- Thayer, Carlyle A.; Marr, David G. (1993). Vietnam and the Rule of Law. Canberra, Úc: Department of Political and Social Change, Research School of Pacific Studies, The Australian National University.Quản lý CS1: nhiều tên: danh sách tác giả (liên kết)
- Thayer, Carlyle A.; Thakur, Ramesh (1993). Reshaping Regional Relations: Asia-Pacific and the Former Soviet Union. Boulder, San Francisco và Oxford: Westview Press.Quản lý CS1: nhiều tên: danh sách tác giả (liên kết)
- Thayer, Carlyle A. (1992). Vietnam. Asia-Australia Briefing Papers. Sydney, Úc: The Asia-Australia Institute, The University of New South Wales.
- Thayer, Carlyle A.; Thakur, Ramesh (1992). Soviet Relations with India and Vietnam. Luân Đôn, Anh: The Macmillan Press và New York: St. Martin’s Press.Quản lý CS1: nhiều tên: danh sách tác giả (liên kết)
- Thayer, Carlyle A.; Camilleri, Joseph A. & các đồng sự (1990). Trends and Strains: Pakistan, India, Vietnam, Japan. New Delhi, Ấn Độ: Continental Publishing House for The International Institute for Asia Pacific Studies.Quản lý CS1: nhiều tên: danh sách tác giả (liên kết)
- Thayer, Carlyle A. (1989). War By Other Means: National Liberation and Revolution in Vietnam, 1954-1960. Sydney và Wellington: Allen & Unwin, Boston và Luân Đôn: Unwin Hyman Ltd.
- Thayer, Carlyle A.; Thakur, Ramesh (1987). The Soviet Union as an Asian Pacific Power: Implications of Gorbachev’s 1986 Vladivostok Initiative. Special Studies in International Security. Boulder và Luân Đôn: Westview Press, Nam Melbourne: Macmillan Australia.Quản lý CS1: nhiều tên: danh sách tác giả (liên kết)
- Thayer, Carlyle A.; Marr, David G. (tháng 8 năm 1982). Vietnam Since 1975. CSAAR Research Paper. 20. Brisbane, Úc: Centre for the Study of Australian-Asian Relations, Griffith University.Quản lý CS1: nhiều tên: danh sách tác giả (liên kết)